# Charles John Napier
Charles John Napier KCB (Falkirk, Stirling, Escócia, 6 de Março de 1786 – Catherington, Hampshire, 6 de Novembro de 1860) foi um almirante das armadas britânica e portuguesa.

## Biografia
Teve uma carreira naval que ultrapassou os 54 anos de serviço activo. Durante esse período serviu nas Guerras Napoleónicas, na Guerra da Síria, na Guerra da Crimeia e na Guerra Civil Portuguesa, para além de outros conflitos menores.
Em Portugal assumiu em 1833 o comando da esquadra liberal, tendo, então, adoptado o nome de Carlos de Ponza para não perder a sua patente na armada inglesa por combater no estrangeiro sem licença do seu Governo. Ao comando da pequena armada liberal, a 5 de Julho desse ano obteve uma vitória decisiva na Batalha do Cabo de São Vicente, vencendo o almirante Manuel António Marreiros, comandante da esquadra miguelista, o qual morreu no combate. A derrota naval sofrida pela armada miguelista apressou o fim da guerra, permitindo o rápido avanço sobre Lisboa das forças comandadas pelo 1.º duque da Terceira.
Charles Napier ficou conhecido como um inovador, preocupado com novas tecnologias navais então emergentes da navegação a vapor e construção em aço e com a necessidade de humanizar o serviço naval. Envolveu-se activamente na vida política, tendo ingressado no parlamento britânico como deputado radical eleito pelo Partido Liberal.
No fim da sua carreira foi seguramente o oficial naval mais conhecido dos primórdios da Era Vitoriana.
Charles Napier nasceu em Merchiston Hall, nos arredores de Falkirk, Escócia, a 6 de Março de 1786, filho segundo do capitão da Armada Real Charles Napier. O seu pai pertencia a uma família distinta, com uma larga tradição de serviço imperial, com múltiplos membros a seguir carreira como oficiais navais ou oficiais do exército.
O seu avô paterno era Sir Francis Napier, 6.º Lord Napier of Merchistoun, fazendo dele um descendente directo do célebre matemático John Napier, o inventor dos logaritmos neperianos e de um dispositivo mecânico de multiplicação utilizando craveiras.
Na tradição familiar, foi destinado a seguir uma carreira militar como oficial naval, o mesmo percurso que o seu pai tinha feito. Alistou-se na Armada Real, sendo provido guarda-marinha em 1800, embarcando no HMS Renown, o navio almirante de Sir John Borlase Warren. Depois de um período de serviço nesse navio, foi colocado na guarnição da fragata Greyhound, sob o comando do capitão William Hoste, iniciando aí uma longa carreira naval que ultrapassaria o meio século de serviço activo. Ainda embarcado no Greyhound, foi promovido a tenente em 1805.

### As Guerras Napoleónicas

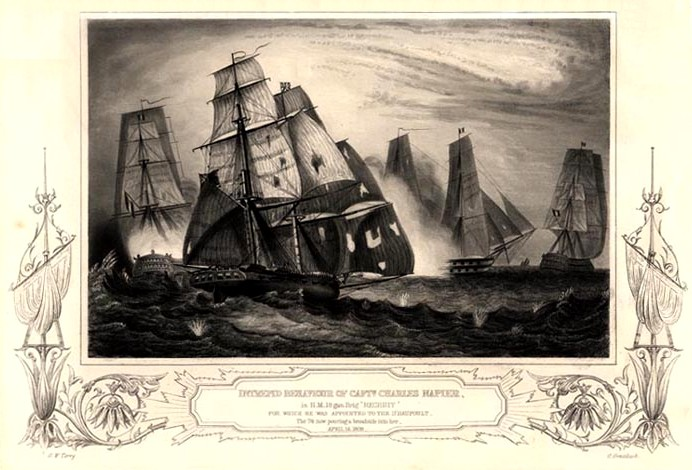
O combate do HMS Recruit contra os franceses.

No dealbar das Guerras Napoleónicas, já como tenente, foi transferido para a guarnição do HMS Courageux, um navio de 74 peças de artilharia, e enviado para as Caraíbas onde se incorporou num esquadrão naval comandado pelo almirante John Borlase Warren. Integrado nessa força participou nos combates que, a 13 de Março de 1806, redundaram na tomada dos navios franceses Marengo (80 peças) e Belle Poule (40 peças).
Tendo regressado à Grã-Bretanha com as forças comandadas por Warren, regressou pouco depois às Caraíbas como membro da guarnição do HMS St. George. Nas Caraíbas foi nomeado comandante interino do brigue Pultusk, armado com 16 peças. Aquele brigue era o navio corsário francês Austerlitz, que havia sido aprisionado e posto ao serviço da Armada Real britânica.
Em Agosto de 1808 foi nomeado comandante da chalupa Recruit, armada com 18 peças, tendo com ela tomado parte, ao largo da ilha de Antigua, num acesso combate contra a chalupa francesa Diligente, também de 18 peças. Durante este combate foi seriamente ferido ao ser atingido numa perna por uma bala de canhão, o que o deixou coxear durante o resto da sua vida.
Em serviço nas Caraíbas, em Abril de 1809 tomou parte na conquista de Fort Edouard, na Martinica, acção em que se distinguiu na subsequente perseguição e aprisionamento de três navios de guerra franceses que se escaparam ao bloqueio imposto à ilha. Ao comando da pequena chalupa Recruit conseguiu aprisionar o D'Hautpoult, um navio armado com 74 peças e dotado de uma guarnição muito superior. Em consequência, foi promovido a capitão por distinção em combate, posto que lhe foi confirmado pouco depois, passando assim a capitão efectivo da Armada Real.
Apesar da promoção por distinção, quando em finais desse ano regressou à Grã-Bretanha, no comando do HMS Jason em serviço de escolta a um comboio de navios provenientes das Caraíbas, foi colocado na reserva naval com direito apenas a meio soldo.
Decidiu então frequentar alguns cursos na Universidade de Edimburgo, mas, pouco depois, partiu para Portugal, tendo em 1810 participado como voluntário em operações navais na costa da Península Ibérica.
Em Portugal visitou três dos seus primos que então serviam como coronéis no exército comandado por Arthur Wellesley, o futuro duque de Wellington. Um destes primos era o coronel Charles James Napier, o futuro conquistador do Sind, na Índia, que se transformaria numa das figuras militares mais marcantes do século XIX britânico. Durante a sua visita assistiu à Batalha do Buçaco, durante a qual se diz que terá salvo a vida ao seu primo Charles James Napier, tendo sofrido ferimentos na acção.
Regressado a Londres, em 1811 foi nomeado comandante da fragata HMS Thames e enviado para o Mediterrâneo com a missão de causar danos à navegação francesa. Na acções que se seguiram, de Setembro a Novembro de 1811, participou na ofensiva britânica que foi lançada partir da Sicília contra a costa napolitana, tendo comandado a conquista da ilha de Ponza, frente a Gaeta, então um ninho de corsários. Em consequência, foi agraciado por Fernando I das Duas Sicílias com o título de cavaleiro de Ponza. Daí o pseudónimo Carlos de Ponza, na realidade tradução do nome, que depois usaria aquando da sua passagem pela armada liberal portuguesa.
Em 1813 foi transferido para o comando da fragata HMS Euryalus, de 36 peças, então em operação ao largo das costas mediterrânicas da França e Espanha.

### A Guerra de 1812 e os "Cem Dias"
Após a rendição em 1814 de Napoleão Bonaparte, Napier e o seu navio foram transferidos para a costa atlântica dos Estados Unidos, onde a Guerra de 1812 ainda continuava.
Como imediato do capitão James Alexander Gordon tomou então parte na expedição britânica que sob o comando daquele oficial subiu o rio Potomac até Alexandria, Virgínia. No decurso desta acção, o esquadrão britânico levou 10 dias para subir as 50 milhas que separam o mar daquela cidade, navegando lentamente ao longo do estuário e rio, sofrendo múltiplos encalhes e o efeito de um tornado. Apesar das dificuldades, a 28 de Agosto de 1814, depois de um pesado bombardeamento, capturaram Fort Washington, forçando a capitulação da cidade de Alexandria e aprisionando os navios ali recolhidos.
Depois deste sucesso, e apesar dos ataques lançados pelas forças americanas a partir das margens, o esquadrão conseguiu retirar-se para o mar, levando as suas presas. Durante este percurso, Napier foi ferido no pescoço.
Depois da proeza no Potomac, Napier distinguiu-se no ataque à cidade de Baltimore, Maryland, levado a cabo a 14 de Setembro de 1814 quando um força britânica apoiada por 16 vasos de guerra, sob o comando do almirante Alexander Cochrane, tentou a tomada daquela cidade.
Naquela acção, a fragata Euryalus, com Napier a bordo, esteve envolvida no bombardeamento do Fort McHenry que foi iniciado na madrugada do dia 13 de Setembro, a véspera do ataque principal. O período crítico deste ataque teve lugar por volta da meia-noite daquele dia, quando uma força de elite comandada por Napier embarcou em escaleres e tentou penetrar o flanco oeste das defesas americanas utilizando um dos ramos do rio Patapsco. Acossados pela artilharia do Fort McHenry e de dois fortes menores, os britânicos viram-se obrigados a retirar, com grandes baixas, mas não sem que antes o episódio fosse imortalizado por Francis Scott Key, que observando a batalha de bordo do navio britânico onde estava prisioneiro, compôs o poema The Star-Spangled Banner que se tornaria na letra do hino dos Estados Unidos.
Apesar da dureza da luta e do emprego de artilharia e de foguetes, o poder de fogo dos fortes americanos prevaleceu e, na manhã do dia 14 de Setembro, as forças britânicas foram obrigadas a bater em retirada sem conseguir os objectivos a que se tinham proposto.
Depois da tentativa fracassada de tomada de Baltimore, a Euryalus retirou-se para Halifax (Nova Escócia) para proceder a reparações, reingressando depois na força britânica que tentava manter o bloqueio naval à costa atlântica dos Estados Unidos. Cansado da monotonia do regime de patrulha a que a força era obrigada, Napier resolveu desafiar a fragata Americana USS Constellation, que estava ancorada sob a protecção dos fortes costeiros em Norfolk, Virgínia, para sair do porto e tomar parte num duelo naval com a Euryalus. O desafio foi aceite e a preparação para o combate acordada de forma cavalheiresca, mas antes da data acordada a Euryalus recebeu ordens para se integrar na força que em Dezembro de 1814 o almirante Alexander Cochrane comandou a caminho da Florida e da Luisiana. Integrado naquela força, Napier participou na Batalha de Nova Orleães, travada nas imediações daquela cidade a 8 de Janeiro de 1815. Antes que pudesse regressar às águas da Virgínia para travar o combate acordado com a Constellation chegou a notícia da assinatura do Tratado de Ghent que pôs termo à guerra entre a Grã-Bretanha e os Estados Unidos.
Quando Napoleão Bonaparte escapou da ilha de Elba e retornou ao poder em França, no episódio que ficaria conhecido pelos Cem Dias, a Euryalus voltou a águas europeias. A última missão de Napier nas Guerras Napoleónicas foi proceder a um desembarque de tropas na foz do rio Scheldt para prevenir um avanço de forças francesas para território belga.

### A revolução do vapor e dos cascos de aço
Charles Napier era um homem voltado para o futuro, de espírito aberto às novas invenções e sensível às injustiças e ineficiências que acreditava existirem na Armada Real britânica. Terminada a guerra, passou à situação de reserva, sentindo-se então mais liberto para iniciar uma campanha em favor da humanização do serviço naval e de advocacia da utilização das novas tecnologias então emergentes: a utilização de máquinas a vapor e a construção de navios com casco em aço.
O fim da guerra trouxe também a Napier a possibilidade de fundar família. Casou com uma sua antiga paixão dos tempos de juventude em Edimburgo, de nome Frances Younghusband (ou Frances Elers, do seu primeiro casamento), que entretanto casara e enviuvara. Francês tinha quatro filhos do seu primeiro casamento, que Napier adoptou. Após o casamento, o casal decidiu viajar pela Europa, aproveitando um valioso legado que Napier recebeu de familiares de sua mãe. Visitaram a Itália, permanecendo em Roma por algum tempo, a Suíça, onde chegou a adquirir terra nas margens do Lago de Genebra, e a França, residindo temporariamente em Paris. Deste casamento nasceriam dois filhos: um rapaz, nascido em Roma e uma filha nascida na Suíça. O filho faleceu aos 5 anos de idade, vítima de um acidente.
Durante esses anos Napier manteve extensa correspondência com o Almirantado britânico, com muitas cartas a serem publicadas na imprensa, com destaque para o The Times de Londres, defendendo a urgência de uma reforma da administração naval e das práticas seguidas a bordo dos navios da Armada Real. Manteria esta tendência reformista durante toda a sua carreira.
Procurou persuadir sucessivos governos da necessidade de investir na inovação dos meios navais, com destaque para a tipologia dos navios e para as doutrinas tácticas em vigor. Para isso defendia a introdução na Armada Real de navios a vapor, libertando a sua acção dos caprichos do vento, e o uso das novas técnicas de construção em aço como forma de aumentar a durabilidade e resistência dos cascos.
Outra das áreas em que Napier batalhou por uma reforma de métodos foi no campo da formação dos oficiais navais e na procura de um tratamento decente e humano para os marinheiros. À época, a formação de oficiais era rudimentar, feita a bordos dos navios, contando mais a origem social dos candidatos do que os seus méritos navais ou a sua formação técnica e científica. Quanto às praças da Armada, o seu recrutamento era feito muitas vezes através de verdadeiros raptos organizados pelos comandantes dos navios, que procuravam nos portos marinheiros e outros jovens que eram conduzidos à força a bordo e obrigados a servir, num tipo de engajamento que ficou conhecido por xangaiar.
Uma vez a bordo, apesar de poderem recorrer para o Almirantado contra o engajamento, os marinheiros eram sujeitos a uma dura servidão, com frequentes chicoteadas e em condições extremas a aplicação da pena capital sem apelo nem agravo por simples decisão do comandante. Foi contra esta situação que Napier se bateu, defendendo o fim do engajamento forçado e da aplicação de castigos corporais e o direito dos marinheiros a uma remuneração justa e a uma pensão decente uma vez terminado o período de serviço activo.
Em todas estas matérias Napier estava muito à frente do seu tempo, sendo considerado pelos governos como um lunático cujas opiniões e constantes pressões eram vistas com desagrado e alguma sobranceria.
Não conseguindo influir directamente na Armada, seguiu o seu interesse na navegação a vapor, investindo consideráveis meios na construção de um navio a vapor que pudesse navegar no rio Sena, até Paris. Com esse objectivo, em 1821 financiou e participou no projecto de um dos primeiros navios com casco de aço jamais construídos e o primeiro projectado para operar em mar aberto.
O navio, chamado Aaron Manby em honra do mestre dos estaleiros navais Horseley Ironworks, de Tipton, Staffordshire, onde foi pré-fabricado, foi projectado conjuntamente por Charles Napier, Aaron Manby e pelo filho deste último, Charles Manby. As peças pré-fabricadas foram transportadas para Rotherhithe, nas margens do Tâmisa, onde o navio foi montado.
Depois de testes de mar, levados a cabo em Maio de 1822, comandado por Napier o Aaron Manby atravessou o Canal da Mancha, a 10 de Junho de 1822, seguindo até ao porto francês de Le Havre. Daquele porto prosseguiu pelo rio Sena acima até Paris, onde a sua chegada causou sensação junto do público. O navio permaneceu em serviço naquela cidade durante cerca de uma década.
Apesar de ser por vezes apontado como o primeiro navio a vapor a cruzar a Mancha, não o foi. Contudo, foi o primeiro vapor a ligar directamente Londres a Paris e a primeira travessia marítima de sempre feita por um navio com casco de aço.
A companhia encabeçada por Napier construiu cinco daqueles navios a vapor, mas em 1827 foi obrigada a abrir falência, deixando Napier e a sua família numa situação financeira difícil. Apesar do fiasco comercial da empresa, os navios, que foram vendidos para pagar a credores, provaram ser de grande qualidade, mantendo-se em serviço durante 30 anos.
Tendo falhado nas suas iniciativas empresariais, que lhe custaram a herança recebida, foi obrigado a voltar ao serviço naval, mantendo contudo o seu espírito empreendedor e reformista.
Em princípios de 1829 foi-lhe entregue o comando da fragata Galatea, de 42 peças, com autorização para que a utilizasse como protótipo da aplicação naval do sistema de propulsão a vapor através da utilização de rodas de pás. O navio foi equipado com um sistema de rodas por ele desenhado, tendo conseguido provar que um navio de guerra poderia navegar sem dependência do vento. Apesar disso, o sistema não foi de imediato adoptado pelo almirantado, que via aquelas inovações com suspeição.

### A participação nas Guerras Liberais portuguesas

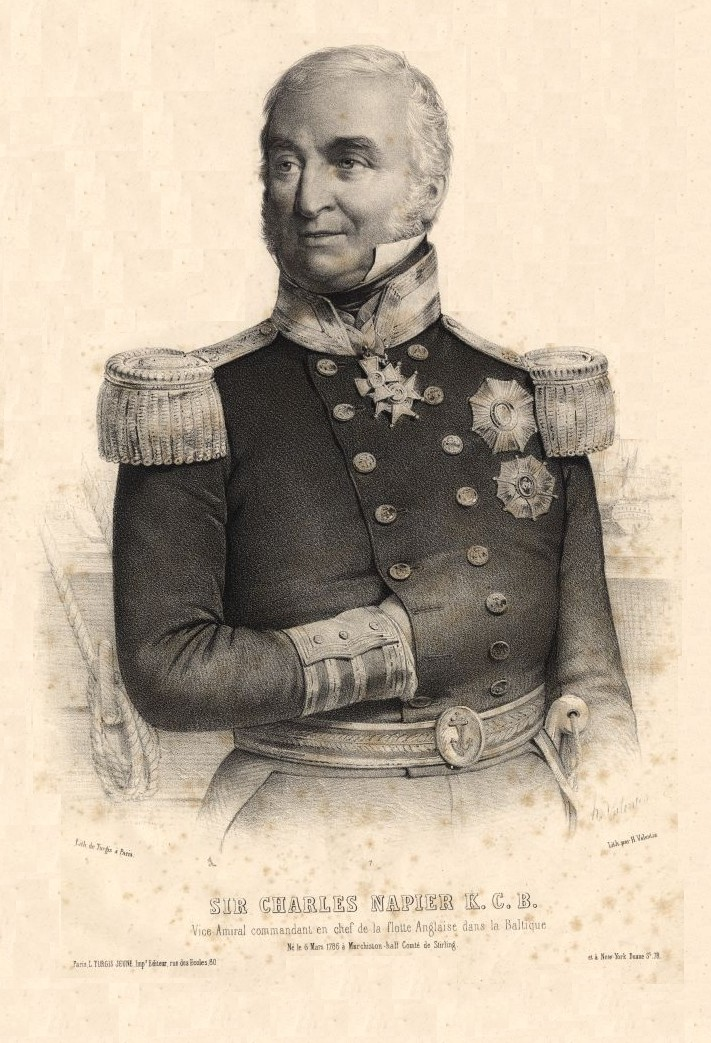
Sir Charles Napier (1854).

Ainda em 1829, Napier foi enviado com a Galatea à costa portuguesa, numa missão em que pretendia demonstrar a sua capacidade operacional. No decurso dessa viagem travou contacto com diversos oficiais portugueses, abrindo caminho para a sua futura participação nas Guerras Liberais.
Em 1832, no momento da arrancada liberal a partir dos Açores, Charles Napier estava naquele arquipélago com a Galatea, estabelecendo contacto com os líderes liberais, em especial com António José de Sousa Manoel de Menezes Severim de Noronha, o futuro duque da Terceira, então no comando das forças liberais acantonadas na ilha Terceira. Tendo conquistado o favor da liderança liberal, foi contratado em Fevereiro de 1833 para integrar a pequena armada liberal que estava nos Açores.
Já ao serviço dos liberais, participou no transporte de tropas dos Açores para a costa portuguesa, ficando ao serviço do governo de D. Pedro IV, entretanto sujeito às contingências do cerco do Porto. Como não tinha autorização formal do seu governo para participar na guerra civil portuguesa, Charles Napier passou a usar o nome de Carlos de Ponza, uma tradução do seu nome combinada com a utilização do título de cavaleiro de Ponza que lhe fora dado após a tomada da ilha de Ponza durante as Guerras Napoleónicas.
Quando a situação naval e militar se instabilizou em consequência da incapacidade de romper o bloqueio naval e terrestre que mantinha as forças liberais aprisionadas no Porto, Charles Napier foi escolhido para substituir o almirante George Rose Sartorius, também britânico, como comandante da armada liberal. Recebeu de imediato o encargo de tentar a todo o custo o rompimento do cerco ao Porto.
Uma das suas primeiras acções foi comboiar uma força liberal, comandada por António José de Sousa Manoel de Menezes Severim de Noronha, entre o Porto e a costa do Algarve com o objectivo de abrir uma segunda frente de combate contra as forças miguelistas. Esta operação teve um enorme sucesso, a que se seguiu, de imediato, a vitória das forças comandadas por Napier na Batalha do Cabo de São Vicente, travada a 5 de Julho desse ano. Nessa batalha, a pequena armada liberal obteve uma vitória decisiva, vencendo o almirante Manuel António Marreiros, comandante da esquadra miguelista, que morreu no combate.
A derrota naval sofrida pela armada miguelista apressou o fim da guerra, permitindo o rápido avanço sobre Lisboa das forças comandadas pelo futuro 1.º duque da Terceira. Após a vitória ao largo do Cabo de São Vicente, Napier dirigiu-se para as imediações do estuário do Sado aguardando ordens para participar no ataque final a Lisboa. Apesar de ter graves problemas com um epidemia de cólera que grassava a bordo dos seus navios, Napier preparou a força para atacar Setúbal. Tal não foi preciso, pois as forças miguelistas renderam-se quase sem combate, tendo os liberais entrado em Lisboa, a 24 de Julho de 1833, sem necessidade de protecção naval.
Charles Napier fora entretanto, a pedido da França, expulso da Armada Real Britânica, o que não impediu que a 10 de Julho fosse feito almirante da Armada Portuguesa por decreto de D. Pedro IV. A sua vitória no Cabo de São Vicente foi vista na Grã-Bretanha como um crédito para a armada britânica, dada a forte participação de navios e marinheiros britânicos nas forças vencedoras. Não terá, contudo, agradado ao rei Guilherme IV do Reino Unido, que não gostava de Napier nem de D. Pedro IV.
Ao comando de forças terrestres, Napier tomou parte noutras acções militares, nomeadamente na defesa de Lisboa em Setembro de 1833, tendo então recebido a comenda da Ordem da Torre e Espada. Por esta altura foi também feito visconde do Cabo de São Vicente (depois conde do Cabo de São Vicente), título posteriormente trocado pelo de visconde de Napier de São Vicente, que seria usado por sua filha.
A frente de uma força maioritariamente constituída por marinheiros ingleses, participou na conquista da Figueira da Foz e de Alcácer do Sal. Com a mesma força participou na campanha do Minho, tomando para os liberais Caminha, Viana do Castelo, Ponte de Lima e Valença.
Em 1834, após a Convenção de Évora Monte, que pôs termos à guerra civil entre miguelistas e liberais, Napier foi desligado do comando da esquadra liberal, sendo-lhe dado o posto de almirante honorário da armada portuguesa a 15 de Outubro de 1834.
Depois de uma tentativa frustrada de reformar a Armada Portuguesa, regressou à Inglaterra, não sem que antes ambas as câmaras do recém-restaurado parlamento português aprovassem um voto de agradecimento pelos serviços prestados à causa liberal em Portugal.
Ocupou o seu tempo até 1836 na escrita de um relato da guerra civil portuguesa, e da sua participação nela, que publicou em Londres nesse ano. Apesar de no frontispício dessa obra se intitular de almirante, era-o apenas da Armada Portuguesa, já que se encontrava então riscado da lista de oficiais britânicos, nunca tendo ali atingido o posto de oficial general.
Recebeu os títulos de visconde e conde do Cabo de São Vicente, respectivamente em 1833 e em 1842. Usou o último destes títulos, tendo a sua única filha sobrevivente usado o título de viscondessa Napier de São Vicente.

### A Guerra da Síria

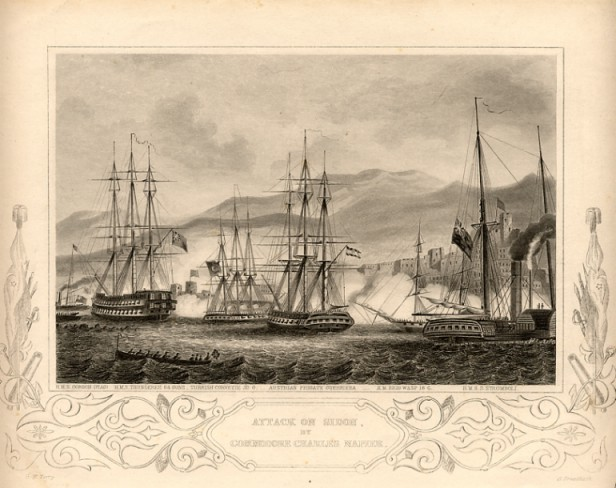
O ataque naval a Sidon (28 de Setembro de 1840).

Pouco depois da publicação da sua obra An Account of the War in Portugal (1836), Charles Napier foi reabilitado e readmitido no seu posto como capitão da Armada Real Britânica, tendo-lhe sido perdoada, face ao sucesso obtido, a sua passagem ilegal como Carlos de Ponza pela Armada Portuguesa.
No ano de 1838 foi entregue o comando do navio-de-linha HMS Powerful, de 84 peças, o que demonstra o crescimento da sua influência nos meios navais, fruto da publicação da sua obra e da sua crescente presença na imprensa como defensor da modernização dos meios e métodos da Armada.
Quando em 1839 se desencadeou um grave conflito internacional no Mediterrâneo oriental em resultado da sublevação de Mehmet Ali, o governador otomano do Egipto que optou pelo desligamento daquele território da obediência ao sultão, exigindo maiores poderes sobre a Síria e o Líbano e derrotando ali os exércitos otomanos, Napier foi enviado com o seu navio para aquela região. Tinha como objectivo proteger os interesses britânicos na zona e salvaguardar a manutenção do ‘’status quo’’ anteriormente imposto pelas potências europeias da época.
Depois das forças de Napier permanecerem inactivas no Mediterrâneo oriental durante quase um ano, em resultado do apaziguamento conseguido pelas cedências dos otomanos a Mehmet Ali, entram em acção no Verão de 1840, quando o conflito se reacendeu em resultado dos cristãos maronitas se sublevarem contra os egípcios. Em retaliação, Mehmet Ali enviou para a zona costeira do Líbano Ibrahim Paşa com 15 000 soldados e ordens para queimar as cidades e aldeias revoltosos e exterminar os revoltosos. Simultaneamente, as potências europeias reuniram em Londres para determinar um curso de acção que salvaguardasse os seus interesses na área, negociando uma convenção que impusesse limites às pretensões de Mehmet Ali.
Naquela Convenção, assinada em Londres a 15 de Julho de 1840 pelos representantes da Grã-Bretanha, Áustria, Rússia e Prússia, era garantido a Mehmet Ali o poder hereditário sobre o Egipto e o governo vitalício do território de Acre em troca da retirada das suas forças do interior da Síria e das regiões costeiras do Líbano. Quando os termos da convenção foram recusados, apesar da oposição da França que apoiava as posições egípcias contra os otomanos, as potências europeias decidiram iniciar uma intervenção militar multilateral.
Neste contexto, a 1 de Julho de 1840 Charles Napier, agora com o posto de comodoro, fora enviado em patrulha com um esquadrão naval para a costa do Líbano, com instruções para ali proteger os interesses britânicos.
Entretanto, nos termos acordados, coube às marinhas britânica e austríaca bloquear o delta do Nilo e proceder ao bombardeamento naval das defesas costeiras. Desencadeado o conflito, em Agosto de 1840 Charles Napier apresentou-se com o seu esquadrão frente a Beirute e intimou Suleiman Paşa, o governador de Mehmet Ali naquele território, para que abandonasse a cidade com a suas tropas, o que este recusou. Sem condições para impor a retirada, Napier aguardou na zona até Setembro, sendo então incorporado numa força aliada, comandada pelo almirante Robert Stopford, que incluía navios britânicos, otomanos e austríacos.
As hostilidades foram desencadeadas a 11 de Setembro. Devido a doença do brigadeiro Sir Charles Smith, Napier foi encarregue de comandar a força de desembarque, entrando em Junieh com 1 500 soldados otomanos e Marines britânicos, com o objectivo de capturar as forças de Ibrahim Paşa, que impedido de operar fora da cidade pelas populações locais sublevadas, pouco mais pôde fazer do que resistir nas cidades costeiras. Nesse mesmo dia 11 de Setembro, o almirante Robert Stopford, aparentemente reagindo a tiros disparados da cidade contra a sua bandeira, ordenou o bombardeamento de Beirute, do qual resultaram numerosas baixas civis.
No prosseguimento das operações, Napier voltou a distinguir-se no comando do assalto por terra e mar à cidade portuária de Sidon, onde as forças egípcias tinham estabelecido a sua principal base. O ataque foi bem sucedido, tendo a cidade capitulado a 28 de Setembro.
As forças egípcias foram obrigadas a evacuar Beirute a 3 de Outubro, data em que foi iniciado um ataque contra Nahr-el-Kelb, ponto de concentração das tropas em retirada. Quando Napier se preparava para iniciar as operações, recebeu ordens para entregar o comando das forças desembarcadas ao brigadeiro Sir Charles Smith, que entretanto recuperara da sua doença. Considerando que obedecer seria perder a iniciativa táctica que tinha conquistado, Napier desobedeceu à ordem e continuou o ataque contra as forças de Ibrahim Paşa. Na Batalha de Nahr-el-Kelb, ou Kelbson, que se seguiu, a 10 de Outubro, as forças comandadas por Napier conseguiram a vitória depois de travar duros combates, conseguindo uma das poucas vitórias militares em terra comandadas por um oficial naval.
Depois da vitória e Nahr-el-Kelb, no final do mês de Outubro a única posição que as forças egípcias mantinham era Acre, posição que o almirante Robert Stopford recebeu instruções para capturar.
A 3 de Novembro as forças navais britânicas, otomanas e austríacas colocaram-se em posição a sul e a oeste da cidade, desencadeado um feroz bombardeamento no qual foram usados mais de 48 000 projécteis. O bombardeamento foi certeiro e devastador, tendo um projéctil atingido o principal paiol egípcio, sito no sul da cidade, que explodiu matando 1 100 homens. Na noite desse dia São João de Acre capitulou e foi ocupada pelos europeus. As perdas britânicas durante o ataque reduziram-se a 18 mortos e 41 feridos, o que fez da tomada de Acre uma retumbante vitória.
Mais uma vez demonstrando a sua dificuldade em seguir ordens, Napier manobrou independentemente com o seu esquadrão, desobedecendo as ordens do almirante Robert Stopford. Neste incidente, por a incompreensão mútua levou a que ficasse aberto um sector no cerco naval, o que não afectou o resultado final. Ainda assim, muitos dos oficiais presentes manifestaram a opinião de que Napier deveria ser julgado em tribunal marcial por insubordinação, posição que não foi aceite pelo almirante Stopford.
Face à estrondosa derrota, as potências europeias temeram que a queda de Mehmet Ali pudesse conduzir a um vácuo de poder no Egipto, o que poderia ter consequências dramáticas para a segurança das populações e levar a uma ainda maior instabilização da região. O almirante Stopford decidiu então enviar Napier, com o seu esquadrão, em missão de observação à costa egípcia com ordens para monitorizar a situação no porto de Alexandria.
Apesar das suas ordens se limitarem à observação dos eventos, quando a 25 de Novembro Charles Napier chegou a Alexandria decidiu impor um bloqueio ao porto. A sua decisão, tomada ao arrepio da cadeia de comando, não foi comunicada atempadamente ao almirante Robert Stopford, foi complementada pelo início de negociações directas com Mehmet Ali, novamente sem conhecimento de Stopford e sem instruções do governo britânico.
Em negociações pessoais com Mehmet Ali, Napier prometeu-lhe a paz, a evacuação para o Egipto das suas forças aprisionadas na costa sírio-libanesa e o reconhecimento do seu poder hereditário sobre o Egipto. Em troca, Mehmet Ali renunciava para todo o sempre às suas pretensões sobre a Síria, reconhecia a suserania do sultão otomano e devolvia aos otomanos os navios que lhes tinha capturado. Depois da derrota sofrida, Mehmet Ali foi forçado a aceitar, comprometendo-se a respeitar os termos da Convenção de Londres, o que fez a 27 de Novembro de 1840.
Na sequência do acordo conseguido, Charles Napier escreveu a Lord Minto, então responsável máximo pela Armada Real Britânica, comunicando-lhe o ocorrido, mas confessando: I do not know if I have done right in settling the eastern question [Não sei se tomei a atitude correcta ao resolver a questão do Médio-Oriente]. Obviamente, quando o almirante Robert Stopford tomou conhecimento do acordo, ele foi de imediato repudiado, sendo o mesmo procedimento adoptado por diversos governos dos Estados aliados. O sultão e o embaixador britânico em Constantinopla ficaram furiosos face à ultrapassagem e às consequências do acordado.
Apesar disso, o acordo ratificado a 27 de Novembro manteve-se essencialmente conforme Charles Napier o negociara, sendo apenas incluída a renuncia por Mehmet Ali às reivindicações territoriais sobre Creta (então denominada Cândia) e sobre o Hijaz e a aceitação de redução as suas forças a um máximo de 18 000 homens armados. Em troca foi-lhe permitido o domínio hereditário sobre o Egipto, que ele e seus sucessores mantiveram até à deposição do rei Faruk do Egipto em 1953.
Apesar da flagrante insubordinação e de ter exorbitado os seus poderes, Charles Napier foi congratulado pelo seu amigo Henry Temple, o famoso Lord Palmerston, e saudado pela ala política mais radical como um herói.
Apesar das acusações de insubordinação e dos embaraços diplomáticos que a inopinada negociação com Mehmet Ali causou, Charles Napier tinha ganho uma reputação de homem decidido e de militar heróico que tornava muito difícil qualquer tentativa de punição por parte dos poderes estabelecidos. A acrescentar a essa vantagem, gozava da amizade e admiração do poderoso Lord Palmerston e dos seus aliados do Partido Liberal, pelo que as diversas potências, apesar da evidente má-vontade dos seus governos, se viram obrigadas a tratar Napier como um dos heróis da guerra.
Foi assim que em reconhecimento dos seus serviços foi feito Cavaleiro da Ordem do Banho (K.C.B.), a 4 de Dezembro de 1840, com direito ao uso do título de Sir, recebendo ainda um voto de agradecimento aprovado por ambas as câmaras do parlamento britânico. Foi também agraciado pelos imperadores da Rússia e da Áustria e pelo rei da Prússia com a Ordem de São Jorge da Rússia, a Ordem Militar de Maria Teresa e a Ordem da Águia Vermelha. A cobertura da imprensa que recebeu fez dele o mais conhecido oficial naval da época.
Permanecendo com o seu esquadrão no Mediterrâneo oriental, em Janeiro de 1841 Charles Napier foi encarregado de uma missão especial de verificação do tratado assinado com Mehmet Ali, tendo visitado Alexandria e o Cairo. Em Março recebeu ordens para regressar à Grã-Bretanha.
Tal como fizera em relação à guerra civil portuguesa, Charles Napier descreveu cuidadosamente a sua participação na Campanha da Síria, publicando a obra The war in Syria (2 volumes, Londres, 1842).

### A eleição para o Parlamento
Charles Napier recebeu grande atenção da imprensa à sua chegada a Londres, consolidando a sua posição como um dos oficiais navais mais conhecidos do grande público. Crescentemente envolvido na actividade política, sempre crítico em relação ao almirantado britânico, aproximou-se decisivamente do Partido Liberal e das posições de Lord Palmerston.
Foi assim que previsivelmente acabou por ser convidado por dois círculos eleitorais para concorrer às eleições gerais parlamentares de 1841. Aceitou o convite, tendo passado à situação de reservista, recebendo apenas meio vencimento, como forma de se desligar dos seus compromissos navais. Com o apoio do Partido Liberal, foi eleito membro do Parlamento pelo círculo de Marylebone.
A sua actividade parlamentar circunscreveu-se no essencial a assuntos navais, continuando no Parlamento a sua defesa de melhores condições de vida e pagamento para os marinheiros e do aumento da força e eficácia da Marinha Real.
Em Novembro de 1841 Napier foi escolhido para o cargo honorífico de ajudante de campo naval da rainha Vitória do Reino Unido, mantendo sempre um levado perfil de participação pública.
A 4 de Dezembro de 1845 recebeu da cidade de Edimburgo a honra de cidadão honorário sendo-lhe conferido o galardão da Freedom of the City of Edinburgh.
Apesar do elevado perfil público que manteve, Charles Napier perdeu nas eleições gerais de 1846 o seu lugar no Parlamento, tendo optado por voltar ao serviço naval activo, reingressando nas fileiras da Armada Real. Após o reingresso, foi promovido a contra-almirante em 9 de Novembro de 1846, recebendo a insígnia azul (Rear-Admiral of the Blue).

### O Comando da Esquadra do Canal
Em Maio de 1847 foi nomeado comandante da Esquadra do Canal (Channel Fleet), hasteando o seu pendão no HMS St Vincent, de 120 peças. Por esta altura a sua reputação pública era tal que o seu nome aparece citado numa das mais famosas baladas satíricas de William Makepeace Thackeray, intitulada Little Billee, onde se diz que: "the British fleet a-riding at anchor / with Admiral Napier, K.C.B.".
Esta posição de relevo público não era acompanhada por igual admiração nos meios navais, nos quais Charles Napier era considerado um insubordinado excêntrico, não tendo sido esquecida a sua actuação na fase final da Guerra da Síria. Esta excentricidade aparece depois reflectida no julgamento que é feito da sua carreira, onde apesar de se lhe reconhecer indubitável energia e coragem, é-lhe sempre apontada excentricidade e por vezes excessiva vaidade.
O comando da Channel Fleet era por vezes encarado como uma mera sinecura, servindo para alojar oficiais generais em vias de perderem a respectiva cor (serem atingidos pelo processo denominado de yellowing, ou amarelecimento, e deixarem a estrutura activa de comando naval). Contudo, não foi este o destino de Napier, nem a sua passagem pelo comando pode ser considerada como uma presença passiva.
A área operacional que lhe foi confiada não se limitava ao Canal da Mancha como o título parece indicar, antes se estendia até à região nordeste do Atlântico, incluindo as águas da Biscaia e da costa oeste da Península Ibérica e da costa da Irlanda.
Como por essa altura Portugal vivia um período de grande instabilidade, resultado da Revolução de Setembro e da consequente guerra civil da Revolução da Maria da Fonte e Patuleia, foi considerado que os interesses britânicos na zona mereciam protecção. Este interesse britânico cruzava-se com o facto de Portugal estar vinculado pela Quádrupla Aliança a uma eventual intervenção militar britânica no seu território (que se veio aliás a verificar). Cabia à Esquadra do Canal manter o bloqueio naval a Portugal e preparar a intervenção militar que levaria à assinatura da Convenção de Gramido, dando assim a Napier uma visibilidade e importância que em outras circunstâncias não teria conseguido naquele cargo.
Outra área de instabilidade era a Irlanda, ainda em fase de recuperação da grande Fome da Batata, onde as tensões sociais faziam temer uma insurreição contra do domínio britânico, cabendo a Napier assegurar que não existia contrabando de armas para as suas costas.
Para além das preocupações geo-estratégicas do tempo, cabia ainda a Napier conduzir as experiências e treinos necessários à incorporação de novas tecnologias na Armada, com destaque para o aparecimento de navios a hélice.
Durante 1848 a esquadra manteve-se quase sempre em águas irlandesas, onde a situação política exigia que Napier mostrasse a sua bandeira e exibisse as suas forças, ao mesmo tempo que foi fazendo os exercícios necessários para poder proceder a desembarques de tropas em diversos locais da costa na eventualidade de surgir a esperada insurreição.
Em Dezembro de 1848 levou a esquadra para o limite sul da sua zona operacional, sendo enviado para Gibraltar e depois para a costa atlântica de Marrocos, com o objectivo de por cobro à acção dos piratas do Riff que a partir daquela costa interferiam com a navegação internacional. Nesta acção conseguiu forçar o rei de Marrocos, Muley Abderrahman, a pagar uma compensação pelos danos infligidos pelos piratas no comércio britânico na região.
Napier voltou à Grã-Bretanha em Abril de 1849, sendo de imediato demitido do comando. O seu desapontamento face a uma comissão de serviço encurtada muito para aquém dos três anos esperados, levou a uma séria de cartas contra a acção do almirantado, publicadas no The Times.
Quando pouco depois pediu a sua nomeação para o comando da Esquadra do Mediterrâneo, posto então vago, o Governo e o almirantado concordaram que Napier não era de confiança para o cargo e rejeitaram o seu pedido. O escolhido foi o contra-almirante Sir James Dundas.
Esta rejeição levou a que Napier escrevesse novas cartas abertas contra o almirantado, publicadas na imprensa, e a uma azeda troca epistolar com Lord John Russell afirmando que tinha sido defraudado nas suas justas expectativas.
Voltou a tentar uma eleição parlamentar, concorrendo sem sucesso ao assento referente ao círculo de Lambeth.
Numa série de cartas publicadas no jornal Times pôs a nu más práticas na Marinha Real Britânica. Aparentemente numa acção conciliatória, a 28 de Maio de 1853 foi promovido a vice-almirante, mantendo a insígnia azul.

### A missão no Mar Báltico

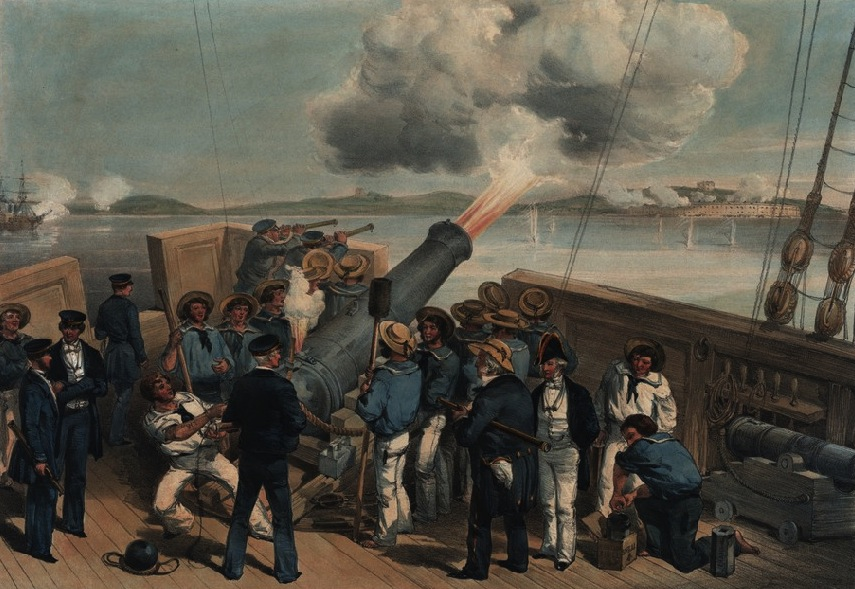
Bombardeamento de Bomarsund, ilhas Aland, durante a Guerra da Crimeia. Napier é a figura com um telescópio, à frente no centro da imagem.

Em 1854, com o início da Guerra da Crimeia, foi nomeado comandante-em-chefe das forças navais britânicas no mar Báltico, com a missão de conter as forças russas. Para essa missão foi-lhe entregue o comando da maior esquadra britânica que havia sido constituída após o termo das Guerras Napoleónicas.
A entrega do comando daquela importante força a Charles Napier foi polémica, já que o relacionamento entre o almirante e o Governo e o almirantado estava muito longe de ser pacífico. A decisão parece dever-se mais à falta de outros oficiais seniores e experientes do que à confiança no desempenho do nomeado.
Napier assumiu o comando em Fevereiro de 1854, tomando como navio-almirante o navio de linha a vapor HMS Duke of Wellington, de 131 peças. Os seus comandantes subordinados eram o contra-almirante Arthur Lowry Corry, segundo comandante, o contra-almirante Henry Ducie Chads, terceiro-comandante, e o contra-almirante James Hanway Plumridge, comandante das forças de reconhecimento. Todos eles eram homens já idosos, poucos anos mais novos do que Napier.
A força de Napier foi reforçada pela inclusão de um esquadrão francês enviado em Junho daquele ano por Napoleão III. A esquadra assim reunida, apesar de impressionante, estava claramente desadequada às operações que deveria desempenhar, não se adaptando a operações num mar fechado e pouco profundo como o Báltico.
Para além dos problemas inerentes à composição da esquadra, também as ordens recebidas do almirantado eram frequentemente contraditórias e inconsistentes. Apesar disso, Napier conseguiu montar um efectivo bloqueio aos portos russos, obrigando a esquadra russa a permanecer abrigada sob a protecção da artilharia costeira. Também conseguiu montar múltiplas operações de bombardeamento naval a fortalezas costeiras, tenso penetrado até ao extremo norte do Golfo da Finlândia.
Durante esta campanha foi atribuída a primeira Victoria Cross, para premiar o heroísmo de um membro da guarnição da canhoneira HMS Hecla que conseguiu deitar ao mar uma granada russa antes que esta conseguisse explodir a bordo.
Durante a campanha o contra-almirante Arthur Lowry Corry ficou incapacitado por doença, sendo substituído pelo comodoro Henry Byam Martin.
Apesar das grandes expectativas colocadas na acção de tão poderosa força, o principal sucesso da campanha foi a captura e destruição, num operação combinada anglo-francesa, da fortaleza russa de Bomarsund, nas ilhas Aland, que foram temporariamente libertadas da ocupação russa. Apesar de Napier ter oferecido as ilhas à Suécia, a oferta foi declinada.
A recusa de Napier em atacar as grandes bases navais de Sveaborg, frequentemente denominada a Gibraltar do norte, e de Kronstadt, que se suspeitava serem inexpugnáveis sem o recurso a canhoneiras de pequeno calado que se pudessem delas aproximar, levantou grande contestação em Londres. A imprensa, liderada pelo The Times, insurgia-se contra a aparente falta de determinação das Armada Real no Báltico, criticando a inacção a que tão poderosa força se tinha remetido.
Napier sentia-se continuamente desautorizado pelo almirantado, e em especial pelo almirante comandante-em–chefe Sir James Graham. De facto, o almirantado reagia fortemente à cobertura negativa que a imprensa fazia da acção naval no Báltico, recusando-se a aceitar a avaliação que Napier e os seus oficiais faziam no teatro de operações. As relações entre Napier e o almirantado, que já não eram boas, deterioraram-se ainda mais, à mediada que o tempo passava e as grandes fortalezas russas não eram atacadas. Apesar de Napier ter conseguido manter o bloqueio em condições meteorológicas muito adversas, não lhe foi reconhecido qualquer mérito, antes pelo contrário crescendo as vozes discordantes face à sua aparente inacção.
Como sempre, Napier não poupou palavras face a críticas que considerava injustas, enviando despachos que foram considerados desrespeitosos pelo almirantado e pelo Governo. No fim da campanha de 1854 o seu futuro estava selado: o almirantado queria-o demitido tão depressa quanto possível.
Apesar das acusações de inacção, a História veio demonstrar que Charles Napier tinha razão: em 1855 um ataque anglo-francês que levou a 42 horas de contínuo bombardeamento de Sveaborg, com um gigantesco dispêndio de munições, não conseguiu infligir danos sérios à fortaleza.

### A passagem definitiva à reserva e os anos finais
Face aos poucos resultados obtido na campanha do Báltico, e à antiga animosidade que existia entre Napier e o almirantado, quando regressou à Grã-Bretanha, em Dezembro de 1854, foi demitido do seu comando. Para a campanha de 1855 o comando da esquadra foi entregue ao almirante Richard Saunders Dundas, então no cargo de Second Sea Lord. Numa clara manifestação de desaprovação pela condução da campanha anterior, nenhum dos oficiais que em 1854 comandavam forças no Báltico foi reconduzido, com excepção de Sir Michael Seymour, que fora imediato de Napier, que foi promovida a contra-almirante e colocado como segundo-comandante de Dundas.
Com esta acção, o almirantado tentou atribuir as culpas do relativo insucesso da campanha à acção de Napier e dos seus oficiais, pressionando alguns deles para que declarassem que o insucesso se devera à sua falta de confiança no seu comando, à sua timidez, idade, frequente embriaguez e falta de compreensão das tácticas navais a seguir por navios a vapor. Apesar das pressões, alguns dos principais oficiais testemunharam que a estratégia de Napier fora adequada e que as falhas se deveram mais à acção do almirantado do que às acções do comando operacional da força.
Esta posição foi confirmada, depois da guerra, pelos oficiais russos, os quais afirmaram que, conhecendo a reputação de Napier, tinha esperado que ele tentasse um ataque temerário à cidadela de Kronstadt, onde esperavam destroçar os navios britânicos com a forte artilharia ali instalada.
Em Fevereiro de 1855 Charles Napier voltou a ser eleito membro do Parlamento, desta feita pelo círculo de Southwark, levando a sua disputa com o almirantado para a Câmara dos Comuns, onde sustentou acalorados debates sobre política naval. Não voltaria a receber qualquer comando, mas manteve no Parlamento a sua vigorosa campanha a favor da humanização do serviço naval e por compensações justas para os marinheiros. Apesar de problemas de saúde, conservou o seu lugar parlamentar até ao seu falecimento.
Pouco antes da sua morte ainda tinha a esperança de convencer Giuseppe Garibaldi a adquirir uma esquadra, destinada a contribuir no mar para a libertação da Itália, tendo-se oferecido para a comandar.
Charles Napier faleceu em Merchiston-Hall, Hampshire, a 6 de Novembro de 1860.
Sir Charles Napier foi um homem de indisputável energia e coragem, embora algo excêntrico e excessivamente vaidoso. A sua acção insubordinada na Guerra da Síria causou grande escândalo entre a oficialidade naval, o mesmo acontecendo com as suas constantes polémicas com o almirantado. Na actividade política era considerado um radical, tendo sido um dos primeiros oficiais navais a compreender a importância da navegação a vapor na condução da guerra no mar e um dos primeiros a defender a sua introdução na Marinha Real Britânica.
Napier era um homem corpulento e com um ar pouco elegante, que coxeava e mantinha uma postura corporal estranha, resultado dos ferimentos em combate que sofrera na coxa e no pescoço. Era conhecido na Marinha pela alcunha de 'Black Charlie' [Carlinhos Preto] pela sua aparência tisnada e pelas suas grandes suíças negras. Outras alcunhas navais eram ‘Mad Charlie' [Carlinhos Doido], devido ao seu comportamento excêntrico e aos seus súbitos entusiasmos, e 'Dirty Charlie' [Carlinhos Sujo] devido ao seu hábito de vestir roupas inadequadas e pouco limpas, ao mesmo tempo que exigia que os seus subordinados estivessem sempre correctamente fardados.
A tradução da sua obra sobre a guerra civil portuguesa foi publicada em Lisboa, no ano de 1841, com o título Guerra da Sucessão em Portugal.

### Títulos
Recebeu o título de visconde do Cabo de São Vicente por decreto de 10 de Agosto de 1833, e o de conde do Cabo de São Vicente por decreto de 7 de Dezembro de 1842, ambos criados por D. Maria II de Portugal.

## Obras publicadas
- An Account of the War in Portugal, Londres, 1836. A obra foi publicada em Portugal com o título A Guerra da Sucessão: D. Pedro e D. Miguel (Lisboa, 1841) e reeditada em 2005 pela editora Caleidoscópio, Lisboa.
- The war in Syria, 2 volumes, London, 1842.